# Западно хришћанство
Западно хришћанство је општи термин који означава све цркве хришћанског Запада. У најширем опсегу појам обухвата све хришћанске заједнице Западног света, а у историјском контексту се првенствено односи на цркве које су поникле у западним, односно латинским областима Римског царства, односно цркве које су се током времена развиле на просторима западне Европе и Новог света. Појам обухвата: древну Римску цркву из времена пре Великог раскола, као и потоњу Католичку цркву, Англиканску заједницу, Старокатоличку цркву и протестантске, односно лутеранске, калвинистичке, баптистичке, методистичке и друге цркве хришћанског Запада.
Често се користи у пару са термином источно хришћанство, којим се означавају традиције хришћанског Истока.